# Koratagere (Rural), Koratagere
Koratagere (Rural) là một làng thuộc tehsil Koratagere, huyện Tumkur, bang Karnataka, Ấn Độ.